# Survivor: Vanuatu
Survivor: Vanuatu - Islas del Fuego (también conocido como Survivor: Vanuatu por corto) es la novena temporada del Reality de juegos y serie de televisión Survivor. Filmada en el verano de 2004, el juego se llevó a cabo en Vanuatu, una cadena de islas volcánicas en el Pacífico Sur. 
Survivor: Vanuatu debutó el 16 de septiembre del 2004. También debutó ese día Survivor Live, de una hora de duración, un talk show de Internet organizado por el primer sobreviviente único Richard Hatch y corresponsal de Entertainment Tonight Chris Booker. El talk show, fue transmitido todos los jueves y viernes en el sitio web de la CBS, entrevistas a exconcursantes y los comentarios de los jugadores del juego.
El 12 de diciembre de 2004, Twila Tanner fue derrotada por una votación de 5-2 en contra de Chris Daugherty para convertirse en el único superviviente. El DVD de esta temporada fue lanzado el 5 de diciembre del 2006.

## Producción

Vanuatu en donde se filma el programa.

Vanuatu es un lugar entre el límite de lo real y lo irreal, donde los espíritus tienen contacto directo con los humanos (sobre todo después de beber “kava”, la bebida de los dioses). Un lugar donde el cerdo es la mayor posesión que se puede tener en la vida y la vestimenta se reduce a su mínima expresión: el taparrabo.
Ubicado en el Océano Pacífico Sur, entre Hawaii y Australia, Vanuatu es un archipiélago formado por 83 islas montañosas de origen volcánico, en las que habitan menos de 200 mil personas en medio de exuberante vegetación selvática.
Es el país en el que se hablan más lenguas en todo el mundo: oficialmente el inglés, francés y un dialecto propio. Pero hay otras 105 lenguas.Vanuatu es un mundo ancestral por conquistar.

## Concursantes
| Participante                              | Edad | Tribu     | Resultado final                | Estadía |
| ----------------------------------------- | ---- | --------- | ------------------------------ | ------- |
| Chris Daugherty Constructor de carretera. | 33   | Finalista | Ganador de Survivor: Vanuatu   | 39 días |
| Twila Tanner Reparadora de carreteras.    | 41   | Finalista | 2.º Lugar de Survivor: Vanuatu | 39 días |
| Scout Cloud Lee Empresaria.               | 59   | Alinta    | 16.ª eliminada con 1/1 voto    | 38 días |
| Eliza Orlins Estudiante de leyes.         | 21   | Alinta    | 15.ª eliminada con 3/4 votos   | 37 días |
| Julie Berry Consejera de jóvenes.         | 23   | Alinta    | 14.ª eliminada con 3/5 votos   | 36 días |
| Ami Cusack Modelo.                        | 31   | Alinta    | 13.ª eliminada con 4/6 votos   | 33 días |
| Leann Slaby Actriz y modelo.              | 35   | Alinta    | 12.ª eliminada con 4/7 votos   | 30 días |
| James "Chad" Crittenden Maestro.          | 35   | Alinta    | 11.er eliminado con 6/8 votos  | 27 días |
| Lea "Sarge" Masters Sargento.             | 40   | Alinta    | 10.º eliminado con 7/9 votos   | 24 días |
| Rory Freeman Trabajador social.           | 35   | Alinta    | 9.º eliminado con 6/10 votos   | 21 días |
| John Kenney Modelo.                       | 22   | Lopevi    | 8.º eliminado con 5/6 votos    | 18 días |
| Lisa Keiffer Vendedora de Propiedades.    | 44   | Yasur     | 7.ª eliminada con 4/6 votos    | 15 días |
| Travis "Bubba" Sampson Policía.           | 33   | Yasur     | 6.º eliminado con 6/7 votos    | 12 días |
| Brady Finta Agente del FBI. Ex militar.   | 33   | Lopevi    | 5.º eliminado con 6/7 votos    | 10 días |
| Mia Galeotalanza Encargada de finanzas.   | 30   | Yasur     | 4.ª eliminada con 5/8 votos    | 7 días  |
| John Palvock Encargado de ventas.         | 31   | Lopevi    | 3.er eliminado con 5/8 votos   | 7 días  |
| Dolly Neely Granjera.                     | 19   | Yasur     | 2.ª eliminada con 5/9 votos    | 6 días  |
| Brook Geraghty Encargado de proyectos.    | 19   | Lopevi    | 1.er eliminado con 5/9 votos   | 3 días  |

- Episodio 1 - 4:

     Participante de la tribu Lopevi (Hombres).
     Participante de la tribu Yasur (Mujeres).
- Episodio 5 - 7:

     Participante de la tribu Lopevi.
     Participante de la tribu Yasur.
- Episodio 9 - 14:

     Participante de la tribu Alinta (Competencia individual).

## Fases de la competencia

### Individuales
| Semana:      | 9 - Final           |
| ------------ | ------------------- |
| Instancia:   | Alinta              |
| Integrantes: | Leann Slaby         |
| Integrantes: | Ami Cusack          |
| Integrantes: | Chris Daugherty     |
| Integrantes: | Chad Crittenden     |
| Integrantes: | Eliza Orlins        |
| Integrantes: | Julie Berry         |
| Integrantes: | Rory Freeman        |
| Integrantes: | Lea "Sarge" Masters |
| Integrantes: | Scout Cloud Lee     |
| Integrantes: | Twila Tanner        |

## Resultados Generales

### Competencia por tribus
| Leann   | Gana      | En Riesgo | Gana      | Gana      | Salvada   | Salvada   | Gana      |  |  |  |  |  |  |  |  |  |  |  |  |  |  |  |  |  |  |  |
| Ami     | Gana      | Salvada   | Gana      | Gana      | Salvada   | Salvada   | Gana      |  |  |  |  |  |  |  |  |  |  |  |  |  |  |  |  |  |  |  |
| Chris   | En Riesgo | Gana      | Salvado   | Salvado   | Gana      | Gana      | Salvado   |  |  |  |  |  |  |  |  |  |  |  |  |  |  |  |  |  |  |  |
| Chad    | Salvado   | Gana      | Salvado   | Salvado   | Gana      | Gana      | En Riesgo |  |  |  |  |  |  |  |  |  |  |  |  |  |  |  |  |  |  |  |
| Eliza   | Gana      | Salvada   | Gana      | Gana      | Salvada   | Salvada   | Gana      |  |  |  |  |  |  |  |  |  |  |  |  |  |  |  |  |  |  |  |
| Julie   | Gana      | Salvada   | Gana      | Gana      | Gana      | Gana      | Salvada   |  |  |  |  |  |  |  |  |  |  |  |  |  |  |  |  |  |  |  |
| Rory    | Salvado   | Gana      | En Riesgo | En Riesgo | En Riesgo | En Riesgo | Gana      |  |  |  |  |  |  |  |  |  |  |  |  |  |  |  |  |  |  |  |
| Sarge   | Salvado   | Gana      | Salvado   | Salvado   | Gana      | Gana      | Salvado   |  |  |  |  |  |  |  |  |  |  |  |  |  |  |  |  |  |  |  |
| Scout   | Gana      | Salvada   | Gana      | Gana      | Salvada   | Salvada   | Gana      |  |  |  |  |  |  |  |  |  |  |  |  |  |  |  |  |  |  |  |
| Twila   | Gana      | Salvada   | En Riesgo | Gana      | Gana      | Gana      | Salvada   |  |  |  |  |  |  |  |  |  |  |  |  |  |  |  |  |  |  |  |
| John K. | Salvado   | Gana      | Salvado   | Salvado   | Gana      | Gana      | Eliminado |  |  |  |  |  |  |  |  |  |  |  |  |  |  |  |  |  |  |  |
| Lisa    | Gana      | Salvada   | Gana      | Gana      | Salvada   | Eliminada |           |  |  |  |  |  |  |  |  |  |  |  |  |  |  |  |  |  |  |  |
| Travis  | Salvado   | Gana      | Salvado   | Salvado   | Eliminado |           |           |  |  |  |  |  |  |  |  |  |  |  |  |  |  |  |  |  |  |  |
| Brady   | Salvado   | Gana      | Salvado   | Eliminado |           |           |           |  |  |  |  |  |  |  |  |  |  |  |  |  |  |  |  |  |  |  |
| Mia     | Gana      | Salvada   | Eliminada |           |           |           |           |  |  |  |  |  |  |  |  |  |  |  |  |  |  |  |  |  |  |  |
| John P. | Salvado   | Gana      | Eliminado |           |           |           |           |  |  |  |  |  |  |  |  |  |  |  |  |  |  |  |  |  |  |  |
| Dolly   | Gana      | Eliminada |           |           |           |           |           |  |  |  |  |  |  |  |  |  |  |  |  |  |  |  |  |  |  |  |
| Brook   | Eliminado |           |           |           |           |           |           |  |  |  |  |  |  |  |  |  |  |  |  |  |  |  |  |  |  |  |

     El participante gana junto a su tribu el episodio y es salvado.
     El participante pierde junto a su tribu el episodio, pero no es nominado.
     El participante pierde junto a su equipo el episodio y es el segundo participante con más votos después del eliminado.
     El participante es nominado, pierde el duelo de eliminación y posteriormente es eliminado de la competencia.

### Tribu Alinta (Competencia Individual)
| Chris | Gana      | Salvado   | Gana      | Salvado   | Inmune    | Gana      | Inmune    |  |  |  |  |  |  |  |  |  |  |  |  |  |  |  |  |  |  |  |
| Twila | Gana      | Salvada   | Inmune    | Salvada   | Salvada   | En Riesgo | En Riesgo |  |  |  |  |  |  |  |  |  |  |  |  |  |  |  |  |  |  |  |
| Scout | Salvada   | Salvada   | Salvada   | Salvada   | En Riesgo | Salvada   | Eliminada |  |  |  |  |  |  |  |  |  |  |  |  |  |  |  |  |  |  |  |
| Eliza | Salvada   | En Riesgo | En Riesgo | En Riesgo | Gana      | Inmune    | Eliminada |  |  |  |  |  |  |  |  |  |  |  |  |  |  |  |  |  |  |  |
| Julie | Gana      | En Riesgo | Salvada   | Salvada   | Salvada   | Eliminada |           |  |  |  |  |  |  |  |  |  |  |  |  |  |  |  |  |  |  |  |
| Ami   | En Riesgo | Inmune    | Gana      | Inmune    | Eliminada |           |           |  |  |  |  |  |  |  |  |  |  |  |  |  |  |  |  |  |  |  |
| Leann | Salvada   | Gana      | Salvada   | Eliminada |           |           |           |  |  |  |  |  |  |  |  |  |  |  |  |  |  |  |  |  |  |  |
| Chad  | Gana      | Salvado   | Eliminado |           |           |           |           |  |  |  |  |  |  |  |  |  |  |  |  |  |  |  |  |  |  |  |
| Sarge | Inmune    | Eliminado |           |           |           |           |           |  |  |  |  |  |  |  |  |  |  |  |  |  |  |  |  |  |  |  |
| Rory  | Eliminado |           |           |           |           |           |           |  |  |  |  |  |  |  |  |  |  |  |  |  |  |  |  |  |  |  |

     El participante gana el episodio y es salvado.
     El participante obtiene la Inmunidad.
     El participante pierde el episodio, pero no es nominado.
     El participante es el segundo participante con más votos después del eliminado.
     El participante es nominado, pierde el duelo de eliminación y posteriormente es eliminado de la competencia.

## Votos del «Consejo Tribal»

### Competencia por tribus
Cada semana se llevó a cabo un consejo de eliminación: en el que la tribu perdedora de las competencias de tribu, que conceden inmunidad grupal, vota a un integrante de su mismo tribu para determinar que participante será eliminado de la competencia.
| Tribu ganadora: | Yasur           | Lopevi          | Yasur             | Yasur           | Lopevi           | Lopevi         | Yasur             |  |  |  |  |  |  |  |  |  |  |  |  |  |  |  |  |  |  |  |
| Leann           |                 | Dolly           | Mia               |                 | Travis           | Lisa           |                   |  |  |  |  |  |  |  |  |  |  |  |  |  |  |  |  |  |  |  |
| Ami             |                 | Dolly           | Mia               |                 | Travis           | Lisa           |                   |  |  |  |  |  |  |  |  |  |  |  |  |  |  |  |  |  |  |  |
| Chris           | Brook           |                 | John P.           | Brady           |                  |                | John K.           |  |  |  |  |  |  |  |  |  |  |  |  |  |  |  |  |  |  |  |
| Chad            | Brook           |                 | John P.           | Brady           |                  |                | John K.           |  |  |  |  |  |  |  |  |  |  |  |  |  |  |  |  |  |  |  |
| Eliza           |                 | Dolly           | Twila             |                 | Travis           | Lisa           |                   |  |  |  |  |  |  |  |  |  |  |  |  |  |  |  |  |  |  |  |
| Julie           |                 | Leann           | Twila             |                 |                  |                | John K.           |  |  |  |  |  |  |  |  |  |  |  |  |  |  |  |  |  |  |  |
| Rory            | Brook           |                 | John P.           | Brady           | Travis           | Lisa           |                   |  |  |  |  |  |  |  |  |  |  |  |  |  |  |  |  |  |  |  |
| Sarge           | Brook           |                 | John P.           | Brady           |                  |                | John K.           |  |  |  |  |  |  |  |  |  |  |  |  |  |  |  |  |  |  |  |
| Scout           |                 | Dolly           | Mia               |                 | Travis           | Rory           |                   |  |  |  |  |  |  |  |  |  |  |  |  |  |  |  |  |  |  |  |
| Twila           |                 | Dolly           | Mia               |                 |                  |                | John K.           |  |  |  |  |  |  |  |  |  |  |  |  |  |  |  |  |  |  |  |
| John K.         | Chris           |                 | John P.           | Brady           |                  |                | Chad              |  |  |  |  |  |  |  |  |  |  |  |  |  |  |  |  |  |  |  |
| Lisa            |                 | Leann           | Mia               |                 | Travis           | Judd           |                   |  |  |  |  |  |  |  |  |  |  |  |  |  |  |  |  |  |  |  |
| Travis          | Brook           |                 | John P.           | Brady           | Rory             |                |                   |  |  |  |  |  |  |  |  |  |  |  |  |  |  |  |  |  |  |  |
| Brady           | Rory            |                 | Rory              | Rory            |                  |                |                   |  |  |  |  |  |  |  |  |  |  |  |  |  |  |  |  |  |  |  |
| Mia             |                 | Leann           | Twila             |                 |                  |                |                   |  |  |  |  |  |  |  |  |  |  |  |  |  |  |  |  |  |  |  |
| John P.         | Chris           |                 | Rory              |                 |                  |                |                   |  |  |  |  |  |  |  |  |  |  |  |  |  |  |  |  |  |  |  |
| Dolly           |                 | Leann           |                   |                 |                  |                |                   |  |  |  |  |  |  |  |  |  |  |  |  |  |  |  |  |  |  |  |
| Brook           | Chris           |                 |                   |                 |                  |                |                   |  |  |  |  |  |  |  |  |  |  |  |  |  |  |  |  |  |  |  |
| Eliminado:      | Brook 5/9 votos | Dolly 5/9 votos | John P. 5/8 votos | Brady 6/7 votos | Travis 6/7 votos | Lisa 4/6 votos | John K. 5/6 votos |  |  |  |  |  |  |  |  |  |  |  |  |  |  |  |  |  |  |  |
| Eliminado:      | Brook 5/9 votos | Dolly 5/9 votos | Mia 5/8 votos     | Brady 6/7 votos | Travis 6/7 votos | Lisa 4/6 votos | John K. 5/6 votos |  |  |  |  |  |  |  |  |  |  |  |  |  |  |  |  |  |  |  |

### Tribu Alinta (Competencia Individual)
A partir del episodio 8 se llevaba a cabo un consejo en el que todos los participantes debían votar a un integrante para ser el eliminado sin importar si ha ganado o perdido la competencia de recompensa o de inmunidad, exceptuando al inmune.
| Jefe Tribal: | Sarge           | Ami             | Twila          | Ami             | Chris         | Eliza           | Chris           |  |  |  |  |  |  |  |  |  |  |  |  |  |  |  |  |  |  |  |
| Chris        | Ami             | Sarge           | Eliza          | Leann           | Ami           | Julie           | Eliza           |  |  |  |  |  |  |  |  |  |  |  |  |  |  |  |  |  |  |  |
| Twila        | Rory            | Sarge           | Chad           | Leann           | Ami           | Julie           | Eliza           |  |  |  |  |  |  |  |  |  |  |  |  |  |  |  |  |  |  |  |
| Scout        | Rory            | Sarge           | Chad           | Leann           | Ami           | Julie           | Eliza           |  |  |  |  |  |  |  |  |  |  |  |  |  |  |  |  |  |  |  |
| Eliza        | Rory            | Sarge           | Chad           | Leann           | Ami           | Twila           | Twila           |  |  |  |  |  |  |  |  |  |  |  |  |  |  |  |  |  |  |  |
| Julie        | Rory            | Sarge           | Chad           | Eliza           | Scout         | Twila           |                 |  |  |  |  |  |  |  |  |  |  |  |  |  |  |  |  |  |  |  |
| Ami          | Rory            | Sarge           | Chad           | Eliza           | Scout         |                 |                 |  |  |  |  |  |  |  |  |  |  |  |  |  |  |  |  |  |  |  |
| Leann        | Rory            | Sarge           | Chad           | Eliza           |               |                 |                 |  |  |  |  |  |  |  |  |  |  |  |  |  |  |  |  |  |  |  |
| Chad         | Ami             | Julie           | Eliza          |                 |               |                 |                 |  |  |  |  |  |  |  |  |  |  |  |  |  |  |  |  |  |  |  |
| Sarge        | Ami             | Eliza           |                |                 |               |                 |                 |  |  |  |  |  |  |  |  |  |  |  |  |  |  |  |  |  |  |  |
| Rory         | Ami             |                 |                |                 |               |                 |                 |  |  |  |  |  |  |  |  |  |  |  |  |  |  |  |  |  |  |  |
| Eliminado:   | Rory 6/10 votos | Sarge 7/9 votos | Chad 6/8 votos | Leann 4/7 votos | Ami 4/6 votos | Julie 3/5 votos | Eliza 3/4 votos |  |  |  |  |  |  |  |  |  |  |  |  |  |  |  |  |  |  |  |

## Voto del «Jurado»
En el último capítulo de la gran final se lleva a cabo el voto del jurado, donde los participantes eliminados determinaran quien será el ganador.
| Episodio: | Final           |
| --------- | --------------- |
| Scout     | Twila           |
| Eliza     | Chris           |
| Julie     | Chris           |
| Ami       | Twila           |
| Leann     | Chris           |
| Chad      | Chris           |
| Sarge     | Chris           |
| Ganador:  | Chris 5/7 votos |